# Секс без проникновения

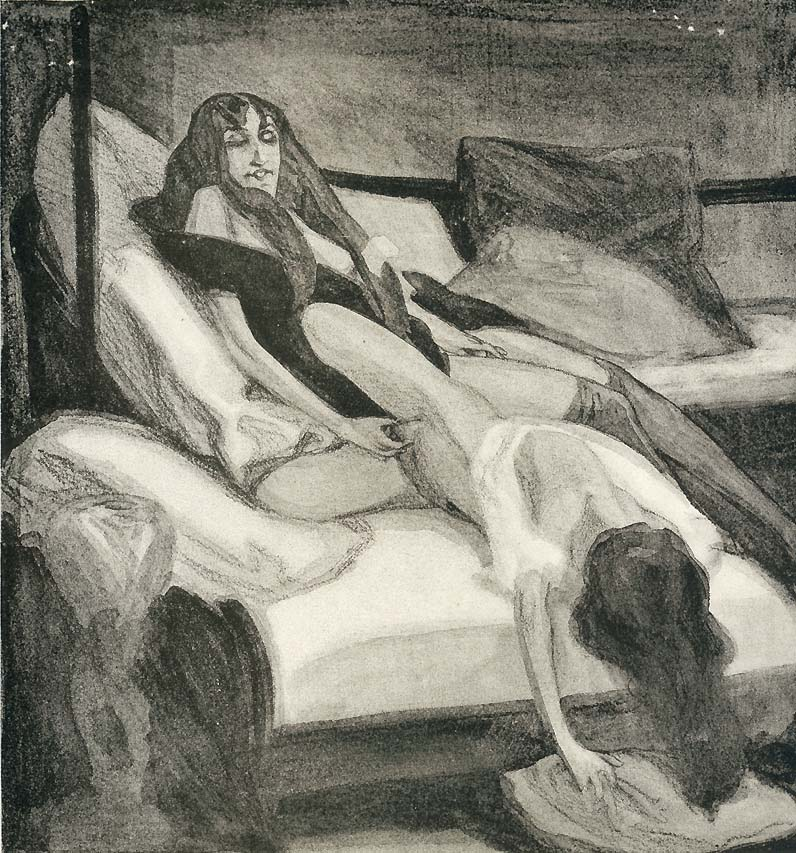
Фингеринг. Рисунок Франца фон Байроса

Секс без проникновения, непроникающий секс (англ. non-penetrative sex, outercourse или heavy petting) — различные действия сексуального характера, совершаемые без проникновения в тело (строго непроникающий секс) или с незначительным проникновением (малопроникающий секс). В ходе этих действий не осуществляется ни вагинальный, ни анальный половой акт; оральный секс некоторые исследователи рассматривают как разновидность малопроникающего секса, но другие с этим не согласны. Не существует общепринятого однозначного определения понятия «секс без проникновения», поскольку техники секса очень разнообразны и сложно провести чёткую границу между проникающими и непроникающими сексуальными действиями.
Среди известных техник непроникающего секса можно отметить фроттаж, взаимную мастурбацию, эротический массаж, объятия и поцелуи. При «малопроникающем» сексе, иногда обозначаемом английским термином outercourse, возможны и некоторые проникающие сексуальные действия, такие как фингеринг или оральный секс.
Люди могут заниматься непроникающим сексом по различным причинам. Для одних это может быть прелюдией к проникающему половому акту, для других — его заменой.
Гетеросексуальные пары могут намеренно избегать проникновения пениса в вагину ради сохранения девственности или использовать непроникающий секс в качестве средства контрацепции. Однополые пары также могут заниматься сексом без проникновения, чтобы сохранить девственность; геи нередко выбирают его как альтернативу анальному сексу.
Кроме того, при непроникающем сексе меньше, чем при проникающем, вероятность заражения заболеваниями, передающимися половым путём, в том числе простым герпесом, папилломавирусными инфекциями и лобковыми вшами. Даже строго непроникающий секс не обеспечивает полной защиты от инфицирования и нежелательной беременности, но он оказывается намного более безопасным, чем проникающий.

## Определение понятия
Действия сексуального характера очень разнообразны, потому трудно провести чёткую границу между сексом с проникновением и сексом без проникновения, и не существует общепринятых чётких определений этих понятий.
Одни авторы термин «проникновение/проникающий» (англ. penetration/penetrative) относят только к вхождению пениса в вагину и называют половым актом (англ. sexual intercourse) только пенисно-вагинальное соитие мужчины и женщины, а все остальные сексуальные действия именуют непроникающими (англ. nonpenetrative или outercourse). Другие авторы считают проникающими все сексуальные действия, про которых происходит проникновение чем-либо в любую часть тела. Третьи полагают, что непроникающими нужно считать те действия сексуального характера, при которых нет обмена телесными жидкостями, могущими содержать возбудителей инфекционных заболеваний.

Хотя английским словом outercourse обычно называются сексуальные действия, при которых исключается всякое сексуальное проникновение чего-либо внутрь любой части тела, нередко встречается сочетания проникающих и непроникающих техник, которые в целом характеризуются как секс без проникновения. Некоторые авторы называют этим словом и оральный секс, поскольку при оральном сексе пенис не вставляется ни в вагину, ни в анальное отверстие, но может быть как непроникающая оральная ласка половых органов, так и проникновение пениса в рот или языка в вагину.
Термин «рьяный петтинг» (англ. heavy petting) обозначает многие виды сексуальных прелюдий, обычно включающих различную стимуляцию гениталий, но не сам проникающий половой акт.

## Разновидности

### Строго непроникающий секс

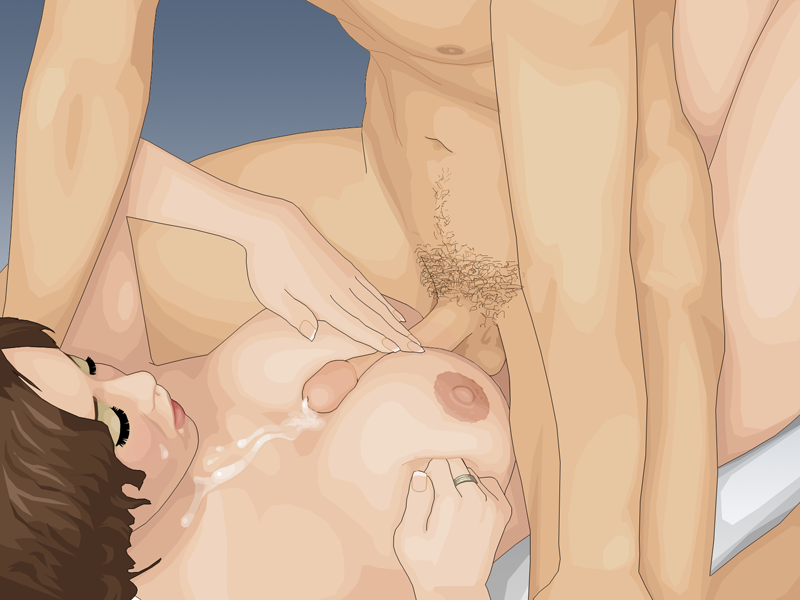
Интрамаммарный секс — разновидность гетеросекса без проникновения

Среди техник секса без проникновения можно выделить техники строго непроникающего секса (англ. exclusively non-penetrative sex), полностью исключающие проникновение.
- Подмышечный секс (англ. axillary intercourse) — помещение пениса одного партнёра в подмышечную впадину другого[20][21][22].
- Бандлинг — предбрачный обычай, ранее получивший распространение в некоторых христианских общинах Европы и Америки, но сейчас почти исчезнувший. Юноша и девушка вечером залезали в большие мешки, которые завязывались на шее, и ложились на одну кровать. Иногда между ними устанавливалась доска или иное препятствие. Эта практика даёт возможность вести откровенный разговор в интимной обстановке, но препятствует совершению действий сексуального характера.
- Эротический массаж — поглаживание или другое механическое воздействие на тело для доставления удовольствия и релаксации. Такого рода практика может выполняться между двумя или большим количеством партнёров любого пола, гендера и сексуальной ориентации. Также могут использоваться массажные масла (в том числе подогретые)[23][24].
- Фут-джоб — стимуляция пениса или клитора одного партнёра ступнями ног другого; может быть связана с фут-фетишизмом[25].
- Фрот — соприкосновение гениталий одного мужчины с гениталиями другого мужчины, особенно соприкосновение их пенисов.
- Ручная стимуляция пениса (англ. handjob).
- Межбедренный секс, нередко с использованием лубриканта для облегчения скольжения пениса одного партнёра между бёдрами другого[26][27][28].
- Вестибулярный секс — возвратно-поступательное движение полового члена в области половых губ.
- Межъягодичный секс (англ. intergluteal sex) — стимуляция пениса одного партнёра ягодицами другого, часто используется как форма взаимной мастурбации. От анального секса отличается тем, что пенис перемещается только между ягодицами, не проникая в анальное отверстие[29].
- Сексуальный поцелуй любой части тела, особенно глубокий французский поцелуй, обычно является частью прелюдии[30].
- Интрамаммарный секс — пенис помещается между грудями и стимулируется перемещением между ними[31].
- Стимуляция сосков (англ. nipple stimulation), при которой один партнёр стимулирует (руками или орально) соски́ другого. Такая стимуляция может проводится как самостоятельно, так и в па́рах или группах партнёров[32].
- Трибадизм — одна из сексуальных практик между женщинами и разновидность фроттажа, когда вульва одной из партнёрш трётся о вульву или иную часть тела другой партнёрши[33][34].
- Многие БДСМ-практики также выполняются без проникновения[35].

#### Фроттаж

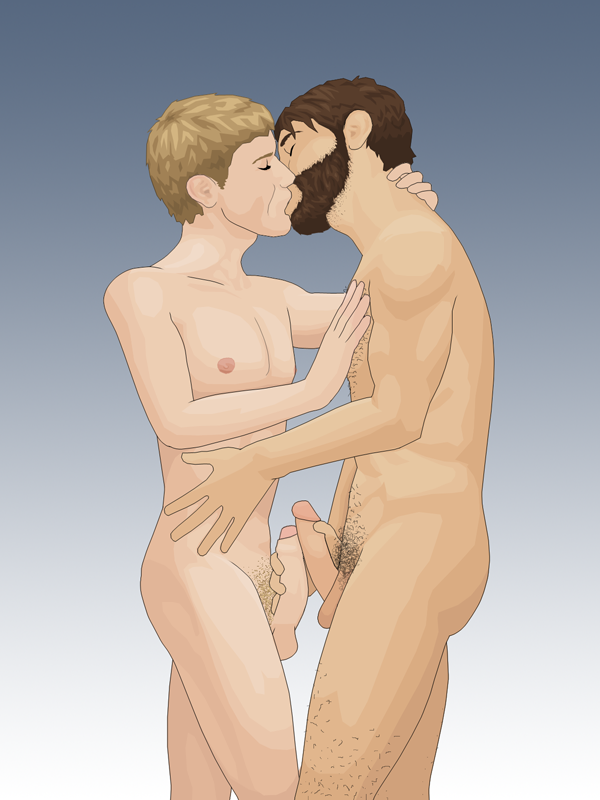
Фрот двух мужчин

«Фроттаж» (англ. frottage) — общий термин для обозначения любых сексуальных практик, при которых происходит трение полового органа одного человека о любую часть тела другого человека (чаще всего о ягодицы, груди, живот, бёдра, ступни, кисти рук, ноги или половые органы) — как через одежду, так и непосредственно. В просторечии это может называться «сухотрах» (англ. dry humping) или «сухой секс» (dry sex).
Английское frottage происходит от французского глагола frotter — тереться. От того же глагола произошли ещё два термина:
1. «Фрот» (англ. frot) — частный случай фроттажа, мужская гомосексуальная практика, при которой пенис одного партнёра трётся о пенис другого без проникновения в какое-либо отверстие тела[26].
2. «Фроттеризм» (англ. frotteurism)— парафилия, при которой фроттаж становится навязчивой идеей или практикуется не по взаимному согласию (например, фроттеристы пытаются прижаться своими половыми органами к незнакомым людям в плотной толпе); раньше такое сексуальное домогательство тоже называлось фроттажем, но сейчас не называется[37].

Также употребляются англоязычные сленговые термины «принстонское трение» (Princeton rub) или «трение Лиги плюща» (Ivy League rub); оба обозначают фрот или межбедренный секс мужчины с мужчиной, или сочетание того и другого. Предположительно, эти выражения сохранились в устной речи с тех пор, когда в колледжи Принстонского университета и учебные заведения Лиги плюща принимали только мужчин. Первым, кто употребил «принстонское трение» и «принстонские первогодки» (Princeton first-year) в печатной публикации, был Уистен Хью Оден.
Такие практики также могут быть и прелюдией к половому акту, и способом достичь сексуального удовлетворения безо всякого проникновения в вагину, анус или рот, и способом сохранения девственности, и способом предохранения от инфицирования или нежелательной беременности. Для молодых людей фроттаж может быть первым пробным сексуальным опытом, после которого возникнет желание заняться другими сексуальными практиками.

### Малопроникающий секс
Кроме строго непроникающих сексуальных техник, существуют техники частично проникающего или малопроникающего секса (англ. non-exclusively non-penetrative sex), такие как:
- Фингеринг — стимуляция пальцами вагины, вульвы, клитора или ануса; часто используется как форма взаимной мастурбации.
- Оральный секс — стимуляция ртом и глоткой, в том числе минет (стимуляция пениса), куннилингус (стимуляция женских гениталий)[39] и анилингус (стимуляция ануса языком)[40].
- Секс с вибратором, которым можно стимулировать гениталии партнёра[41].

### Взаимная мастурбация

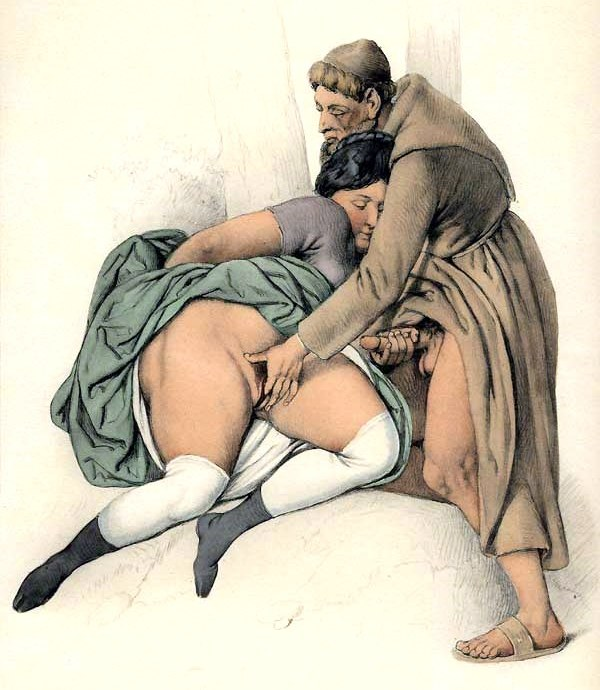
Взаимная мастурбация мужчины и женщины. И. Н. Гейгер, 1840 г.

Взаимная мастурбация (также называемая «ручным половым актом» (англ. manual intercourse) — стимуляция гениталий руками, которую двое или более партнёров делают друг другу или сами себе. Таковая обычно происходит, когда участники по каким-то причинам не хотят, опасаются или физически не могут заниматься проникающим или частично проникающим сексом, но желают совместной сексуальной деятельности. Взаимная мастурбация также может быть прелюдией или частью более сложного сексуального действа либо сознательно выбранным основным сексуальным занятием.
Выделяют несколько типов взаимной мастурбации, в их числе — ручная стимуляция пениса или мошонки и фингеринг (ручная стимуляция вагины, клитора или других частей вульвы), а также стимуляция половых органов ступнями ног и ручная стимуляция ануса.
При взаимной мастурбации часто один из партнёров ложится, а другой садится рядом. Сидящий ладонью и пальцами медленно поглаживает пенис, клитор или другую часть гениталий лежащего (часто при этом используется лубрикант). При достаточном умении это позволяет довести лежащего до длительного «расширенного оргазма» (англ. expanded orgasm), доставляющего большее удовольствие, чем обычный оргазм при проникающем половом акте. По словам некоторых участников подобных сексуальных действий, они чувствовали оргазменное наслаждение всем телом, и оно длилось от нескольких минут до нескольких часов.
Как и фроттаж, взаимная мастурбация может быть использована как альтернатива пенисно-вагинальной пенетрации, для сохранения девственности и предотвращения нежелательной беременности. В результате взаимной мастурбации любой из партнёров может достичь оргазма, при этом чаще всего удаётся избежать попадания выделений одного партнёра в организм другого, что значительно снижает вероятность передачи заболеваний, передаваемых половым путём. Однако эта вероятность снижается не до нуля; например, если на пальце окажется даже небольшая ранка или царапина, на которую попадёт сперма или вагинальные выделения ВИЧ-инфицированного человека, заражение вирусом иммунодефицита может произойти.

## Непроникающий секс и хукап
Во многих развитых странах прослеживается тенденция к вовлечению молодых людей (поздний подростковый и ранний взрослый возраст) в кратковременные отношения для секса. Это явление получило название «культура хукапа» (англ. hookup culture). Термин «хукап» не имеет чёткого общепринятого определения и может относиться как к проникающему, так и к непроникающему сексу с одним или несколькими партнёрами при отсутствии романтических отношений.
Хукап может быть как единоразовым случайным сексом, так и более продолжительными сексуальными отношениями. Разные люди вкладывают разный смысл в это слово; некоторые считают, что при хукапе может быть только секс без проникновения, иначе это уже другая форма отношений. При непроникающем сексе можно не использовать средства контрацепции; если же они используются и при том все партнёры понимают, что между ними происходит хукап, не предполагающий длительных прочных отношений, это позволяет им получить максимальные преимущества при минимальном риске. В целом при строго непроникающем сексе риск нежелательной беременности или передачи заболевания половым путём значительно ниже, чем при проникающем или частично проникающем, при том остаётся много возможностей получить удовольствие, что важно при совершении сексуальных действий с непостоянными партнёрами.

## Риски для здоровья
В обществе распространена точка зрения, согласно которой при сексе без проникновения вообще нет угрозы наступления нежелательной беременности или передачи инфекционных заболеваний, потому что не происходит прямого обмена спермой или вагинальными выделениями, а при строго непроникающем сексе вообще ничего не входит в вульву, вагину или анус. На самом деле, при непроникающем сексе вероятность наступления нежелательных последствий значительно ниже, чем при проникающем, но секс без проникновения нельзя признать совершенно безопасным.
При некоторых непроникающих сексуальных действиях существует небольшой риск наступления беременности или заболевания, передающихся половым путём. Зачатие может произойти при анальном сексе или других сексуальных практиках, при которых пенис оказывается вблизи вагины (межбедренный секс, трение гениталий о гениталии); выделившаяся вне влагалища сперма может проникнуть во влагалище; она так же может быть занесена в вагину пальцами, другими частями тела или предметами.
Некоторые заболевания, передающиеся половым путём, могут быть переданы даже при строго непроникающем сексе:
- Простой герпес может передаваться через поцелуи, а также при любом соприкосновении рта одного партнёра с гениталиями другого (в этом случае возможен генитальный герпес).
- Таким же образом передаётся другое вирусное заболевание — остроконечные кондиломы; заражение возможно при любом контакте кожи с гениталиями.
- Мягкий шанкр передаётся при соприкосновении кожи с кожей, если на коже носителя заболевания имеются раны, и эти раны соприкоснуться с кожей его партнёра, особенно в области гениталий.
- Цитомегаловирус передаётся при контакте с различными физиологическими жидкостями (слюной, кровью, генитальными и другими выделениями).
- Папилломавирусы человека передаются при соприкосновении кожи с кожей.
- Контагиозный моллюск передаётся при тесном контакте кожи с кожей и при совместном использовании различных предметов, соприкасающихся с телом.
- Лобковые вши могут передаваться при соприкосновении с гениталиями заражённого даже без проникновения вглубь гениталий.
- Чесотка также передаётся через близкий контакт с инфицированным.
- Сифилис может передаваться через поцелуи, хоть с вероятностью, много меньшей, чем при вагинальном, анальном или оральном сексе.
- Трихомониаз может передаваться через совместно используемые сексуальные игрушки, при совместной мастурбации и при попадании генитальных выделений одного партнёра на тело другого.

При малопроникающем сексе происходит проникновение в вагину, анус или рот, упрощается попадание спермы, вагинального секрета или слюны в эти отверстия. Потому при малопроникающем сексе вероятность передачи вышеперечисленных заболеваний выше, чем при строго непроникающем, а кроме того, возникает опасность заражения некоторыми другими инфекциями, в том числе:
- Хламидиозом, который обычно передаётся при вагинальном или анальном сексе, но в редких случаях может передаться при оральном сексе.
- Гонореей — теми же путями.
- Гепатитом B — через оральный секс.

Многие озабочены возможностью заражения СПИДом при непроникающем сексе. Обычно вирус иммунодефицита человека передаётся при незащищённом вагинальном или анальном сексе, во время беременности от матери к ребёнку или через нестерильные шприцы. При объятиях и другом контакте кожи с кожей ВИЧ обычно не передаётся, но может передаваться при попадании крови, спермы или вагинальных выделений больного на открытые раны или царапины.
Таким образом, больший или меньший риск ЗППП и нежелательной беременности существует при любых действиях сексуального характера, и только полное половое воздержание обеспечивает полную защиту. Но существуют методы значительного снижения этого риска:
- использование презервативов;
- использование коффердама при оральном сексе;
- использование латексных перчаток при фингеринге и взаимной мастурбации.

Этими методами создаётся барьер, препятствующий распространению возбудителей заболеваний, передающихся половым путём.
Для снижения риска нежелательной беременности при непроникающем сексе можно использовать гормональную контрацепцию (в том числе одновременно с вышеописанными барьерными методами, что ещё сильнее снижает риски).

## Пояснения
1. 1 2 3 4 5  Марта Розенталь в своей книге «Человеческая сексуальность: от клеток до общества» приводит два разных определения понятия «outercourse»: действия сексуального характера без проникновения мужским половым членом[2] и без проникновения чем-либо вообще[3].
2. 1 2  «Некоитальные формы половой близости, именуемые outercourse, могут быть жизнеспособной формой контроля рождаемости. Outercourse включает себя все разновидности половой близости, кроме пенисно-вагинального сношения, в том числе поцелуи, прикосновения, взаимную мастурбацию, оральный и анальный секс» (англ. Noncoital forms of sexual intimacy, which have been called outercourse, can be a viable form of birth control. Outercourse includes all avenues of sexual intimacy other than penile-vaginal intercourse, including kissing, touching, mutual masturbation, and oral and anal sex)[7].
3. 1 2 3 4 5 6  Лаура М. Карпентер в книге «Потеря девственности: интимный портрет первого сексуального опыта» приводит разные взгляды на то, что является потерей девственности, половым актом или другим сексуальным действием; происходит ли потеря девственности при гомосексуальных половых контактах; как геи и лесбиянки её понимают и насколько их понимание отличается от понимания гетеросексуалов и большинства исследователей; вводит понятие «техническая девственность» (англ. technical virginity), которая сохраняется до тех пор, пока человек не совершит пенисно-вагинального полового акта[8].
4. 1 2 3  «Большинство людей согласятся с тем, что мы сохраняем свою девственность до тех пор, пока воздерживаемся от вагинального полового акта. Но порою от некоторых мы слышим про „техническую девственность“ […] Данные показывают, что „очень значительная часть подростков занималась оральным сексом, даже не совершая половых актов, и они могут продолжать считать себя девственницами“ […] Другие исследования, особенно исследования по вопросу потере девственности, показали, что 35 % девственниц и девственников (людей, ни разу не занимавшихся вагинальным сексом) занимались другими действиями гетеросексуального характера (напр., оральным сексом, анальным сексом или взаимной мастурбацией)» (англ. Most people agree that we maintain virginity as long as we refrain from sexual (vaginal) intercourse. But occasionally we hear people speak of 'technical virginity' […] Data indicate that 'a very significant proportion of teens ha[ve] had experience with oral sex, even if they haven’t had sexual intercourse, and may think of themselves as virgins' […] Other research, especially research looking into virginity loss, reports that 35 % of virgins, defined as people who have never engaged in vaginal intercourse, have nonetheless engaged in one or more other forms of heterosexual sexual activity (e.g., oral sex, anal sex, or mutual masturbation))[9].
5. ↑  «Сексуальное удовольствие без проникновения. Эта группа методов, иногда называемая outercourse, даёт возможность удовлетворения сексуального желания и получения оргазма без проникновения пениса в вагину» (англ. [N]onpenetrative sexual pleasure. This group of methods, sometimes called outercourse, provides options for the satisfaction of sexual desire and orgasm that do not involve the penis penetrating the vagina)[15].
6. ↑  «Некоторые люди считают, что outercourse означает сексуальные игры без вагинального полового акта, в то время как другие полагают, что это слово означает сексуальные игры вообще без всякого проникновения (вагинального, орального или анального)» (англ. Some people consider outercourse to mean sex play without vaginal intercourse, while others consider this to mean sex play with no penetration at all (vaginal, oral, or anal)) [16]
7. ↑  «Соотношение сообщивших о том, что они когда-либо практиковали outercourse, определённый как половой контакт без вагинального или анального проникновения…» (англ. The proportion reporting having ever engaged in 'outercourse', defined as sexual contact with neither vaginal nor anal penetration…») Kalichman, Seth C. Positive Prevention: Reducing HIV Transmission among People Living with HIV/AIDS (англ.). — Springer, 2005. — P. 167. — ISBN 978-0306487002.
8. ↑   
«Для некоторых женщин outercourse, определяемый как занятие любовью без проникновения в вагину или анус…» (англ. For some women, outercourse, defined as lovemaking without vaginal or anal penetration…)[18].
9. ↑   «Мастера в Джонсоне … описывали женский оргазм как „краткий эпизод физического освобождения“, характеризующийся „последовательностью скоро повторяющихся оргазмических переживаний, между которыми нет обнаружимых интервалов стабилизации, либо единичным длительным оргазмом… статусные оргазмы могут длиться от 20 до более чем 60 секунд“» (англ. Masters in Johnson … described female orgasm as „a brief episode of physical release“ characterized by either „a series of rapidly recurrent orgasmic experiences between which no recordable plateau-phase intervals can be demonstrated or by a single, long-continued orgasmic episode… status orgasmus is may last from 20 to more than 60 seconds“)[46].
10. ↑  В докторской (PhD) диссертации Патрисии Тейлор (Patricia Taylor), защищённой в 2000 году, говорилось, что среднее время сессии E0 составляло 54 минуты